# David Collins (basketballer, 1998)
David Collins (Youngstown, 31 mei 1998) is een Amerikaans basketballer.

## Carrière
Collins speelde collegebasketbal voor de South Florida Bulls en Clemson Tigers van 2017 tot 2022. In 2020 stelde hij zich een eerste keer kandidaat voor de NBA draft maar trok zich later terug, in 2022 werd hij niet gekozen in de NBA draft. Hij werd wel gekozen in de NBA G League draft door de Ontario Clippers als 25e in de eerste ronde. Hij speelde daarna voor de Dallas Mavericks in de NBA Summer League. Hij tekende daarop voor ZZ Leiden waarmee hij Nederland kampioen, bekerwinnaar en de BNXT League won.
Hij tekende in de zomer van 2023 voor het Tsjechische Basketball Nymburk en speelde er tot in januari 2024. Hij tekende begin januari bij Spirou Charleroi waarmee hij opnieuw uitkwam in de BNXT League. In januari 2025 tekende hij bij het Bosnische OKK Spars Sarajevo. Collins speelde in de zomer van 2025 voor de Tampa Florida Pickup Basketball in The Basketball Tournament.

## Erelijst
- BNXT League: 2023
- BNXT League Finals MVP: 2023
- Nederlands landskampioen: 2023
- Nederlands bekerwinnaar: 2023